# Heinz Wolf (Comiczeichner)
Heinz Wolf (* 1959 in Wien) ist ein österreichischer Comiczeichner.

## Leben
Nach einer Ausbildung zum Theatermaler arbeitete Wolf als Storyboarder und Illustrator für verschiedene Medien, aber auch als Comic-Zeichner und -Autor. Zu seinem Werk gehören Beiträge für das österreichische Fachmagazin Comic Forum, Strip-Serien wie Franz Josef und Kathi und Die Band, Arbeiten für deutsche und österreichische Comic-Magazine und -Fanzines. Gemeinsam mit Rudi Klein und Nicolas Mahler gründete Wolf 2003 das Kabinett für Wort und Bild im Wiener MuseumsQuartier, das in dieser Form bis 2006 Bestand hatte, und betreibt dort seit 2007 die KABINETT comic passage. Wolf gibt außerdem die edition brunft heraus. Er lebt in Wien.

## Veröffentlichungen
- Inspektor Bloodhound, Comicothek 1985, ISBN 3-900390-12-6
- Die Zyste, Edition Brunft 1998
- Egon und wie er umkam, Edition Brunft 1998
- Molch, Luftschacht 2008, ISBN 978-3-902373-37-3 (gemeinsam mit Texter Nicolas Mahler)